# Antoine Najm
 (mai 2024).
Antoine Najm (انطوان نجم), est un penseur et un homme politique libanais. Il a été l'un des principaux idéologues du parti Kataëb.
Najm est né à Tripoli au nord du Liban en 1934. Ce maronite a vécu pendant toute sa jeunesse dans un milieu principalement sunnite. Ayant souffert de diverses formes de discriminations de par son identité religieuse, il s'opposera à vivre dhimmi dans un régime politique islamique.
Il est à l'origine du slogan "Lan naïche Dhimiyine" (Nous ne vivrons pas sous la protection de l'Islam).
Il rejoint donc très tôt, en 1952, le parti Kataëb, en devenant responsable de l'idéologie et en rédigeant la philosophie de la doctrine du parti.
Il quitte le parti en 1975, il reprochait à Pierre Gemayel de se comporter comme un dictateur et d'être trop attaché à la formule de 1943 qui régit le système politique libanais.
Najm prône toujours pour le Liban un système fédéral organisant équitablement le "vivre en commun" entre chrétiens et musulmans.
Il répond à l'appel de Bachir Gemayel avec lequel il travaille à la construction d'un courant révolutionnaire au sein de la communauté chrétienne.

## Source
- Alain Ménargues, Les Secrets de la guerre du Liban : du coup d'État de Béchir Gémayel aux massacres des camps palestiniens